# Confédération générale du travail de la République argentine
Pour les articles homonymes, voir CGT et Confédération générale du travail (homonymie).
 (avril 2016).
Si vous disposez d'ouvrages ou d'articles de référence ou si vous connaissez des sites web de qualité traitant du thème abordé ici, merci de compléter l'article en donnant les références utiles à sa vérifiabilité et en les liant à la section « Notes et références ».
La Confederación General del Trabajo de la República Argentina (CGT-Confédération générale du travail de la République argentine) est le principal syndicat argentin. Elle compte 2,5 millions d'adhérents et 30 000 délégués syndicaux. Elle a été fondée en 1930, par un compromis entre diverses tendances politiques, socialistes, communistes, syndicalistes révolutionnaires et indépendants, afin de constituer une confédération syndicale plurielle et unitaire. À majorité socialiste jusqu'en 1943, elle est depuis contrôlé par le mouvement péroniste. Elle est affiliée à la Confédération syndicale internationale, à la Coordination des centrales syndicales du Cône sud et à la Confédération syndicale des travailleurs et travailleuses des Amériques. 

## Histoire

### Les débuts
La Confédération générale du travail de la République argentine, ou CGT, est un syndicat fondé le 27 septembre 1930 à la suite d'un accord initialement  entre les socialistes et les syndicalistes révolutionnaires, auquel les communistes adhéreront plus tard, et qui fait fusionner deux syndicats préexistants : l'Union Syndicale Argentine (USA), continuatrice de la FORA du IXe Congrès, et la Confédération Ouvrière d'Argentine (COA).
Dans les années 1930, l'Argentine a commencé à développer une infrastructure industrielle considérable. Dans ce contexte, la CGT est devenue une organisation de masse, construite sur la base de puissants syndicats de branche, et s'est présentée comme une confédération verticale, bureaucratique et cherchant la conciliation de classe, contre la confédération anarchiste horizontale, d'assemblée et d'action directe, la FORA du Ve Congrès. À cette époque, la CGT était principalement soutenue par les syndicats des chemins de fer, l'Unión Ferroviaria et La Fraternidad.
À l'époque, les principaux dirigeants de la confédération était José Domenech (Unión Ferroviaria), Ángel Borlenghi (Confédération générale des employés de commerce) et Francisco Pérez Leirós (Syndicat des travailleurs municipaux).
En 1935, les deux principaux secteurs, syndicalistes révolutionnaires et socialistes, se sont affrontés, provoquant la division du syndicat en deux : la CGT-Independencia (socialistes et communistes) et la CGT-Catamarca (syndicalistes révolutionnaires). Cette dernière, en 1937, reconstitua l'Union Syndicale Argentine.

### Le péronisme
En 1943, la CGT se divisa à nouveau en deux :
- la CGT n°1, dirigée par le socialiste José Domenech, regroupait la majorité des syndicats socialistes, dont les syndicats stratégiques des chemins de fer ;
- la CGT n°2, dirigée par Francisco Pérez Leirós, également socialiste, regroupait des syndicats communistes (construction, viande, graphisme) et quelques syndicats socialistes importants tels que la Confédération générale des employés du commerce (Borlenghi) et le Syndicat des travailleurs municipaux (Pérez Leirós).

Après le coup d'État de 1943, la grande majorité des dirigeants socialistes regroupés dans les CGT n°1 et n°2, les syndicalistes révolutionnaires de l'Union Syndicale Argentine, et certains communistes (tels que les syndicats du graphisme et du pétrole) ont soutenu les politiques améliorant les conditions de vie des travailleurs du ministre du Travail Juan Domingo Perón. Lorsque celui‑ci fut emprisonné, la CGT proposa une grève générale pour le 18 octobre qui, face à l'impatience populaire, devint, le 17 octobre 1945, une importante manifestation populaire sur la Plaza de Mayo, qui obtint sa libération et la convocation d'élections démocratiques.
Après ces événements, la CGT se réunifia, rejointe par l'USA et par les syndicats de la CGT n°2, dissoute par le gouvernement militaire.
Aux élections, les syndicats ont organisé le Parti travailliste, qui a été décisif pour le triomphe du péronisme, obtenant 52,84% des voix obtenues par l'alliance qui soutenait la candidature de Perón.
Après les élections de 1946, Perón a unifié les trois partis qui le soutenaient (Partido Laborista, Unión Cívica Radical Junta Renovadora et Partido Independiente) en un Partido Peronista.
La CGT est alors devenue «l'épine dorsale» du mouvement péroniste, et l'un de ses dirigeants, le socialiste Ángel Borlenghi, a été nommé au ministère stratégique de l'Intérieur, le deuxième poste le plus important après la vice-présidence, tandis qu'un autre, Juan Atilio Bramuglia (avocat de l'Union des chemins de fer) a été nommé ministre des Affaires étrangères.
En 1950, le préambule de la CGT a été modifié avec ce passage : «… que la doctrine péroniste exposée magistralement par son créateur, le général Juan Perón, définit et synthétise les aspirations fondamentales des travailleurs argentins, et souligne la vraie doctrine avec la raison et le sentiment national, dont l’application large et loyale doit forger une patrie juste, libre et souveraine. »
Le Congrès extraordinaire de la CGT de 1950 a cherché à accroître le contrôle des syndicats par l'entité nationale et a approuvé une résolution confiant aux organisations affiliées et aux travailleurs en général, l'élimination des éléments communistes, agissant ouvertement ou clandestinement, les retirant des positions dirigeantes et les empêchant d'exercer leur "influence pernicieuse sur le mouvement ouvrier".

### Sous les dictatures
En 1955, un sanglant coup d'État militaire, la Révolution Libératrice, renversa Perón et interdit l'activité du syndicalisme majoritaire péroniste. La CGT entame alors une longue phase de résistance, se réorganise clandestinement, et travaille à forcer l'annulation de la proscription du péronisme, et le retour de Perón dans lepays. Au cours des années 1960, certains de ses dirigeants (Vandor) ont tenté sans succès de développer un péronisme sans Perón.
En 1966, une partie importante de la CGT a salué le coup d'État contre Arturo Umberto Illia qui a donné lieu à la dictature de la Révolution Argentine, mais n'a pas réussi à conclure un accord stable avec le dictateur Juan Carlos Onganía, qui était enclin à consolider l'alliance avec les secteurs traditionnels du pouvoir économique, et était contre l'existence des entreprises industrielles d'état en Argentine, où se trouvaient les bases des syndicats CGT.
En 1968, une fraction opposée aux concessions faites par le dirigeant métallurgiste Augusto Vandor à la dictature militaire d'Ongania fit scission, pour former, avec le graphiste Raimundo Ongaro, la Confédération générale du travail des Argentins (CGTA), qui participa notamment au Cordobazo de 1969. Avec d'autres mouvements de la Jeunesse péroniste, la CGTA impulsa la politique d'opposition frontale à la dictature. Plusieurs de ses membres, dont Julio Troxler, participèrent par la suite aux Forces armées péronistes (FAP).
A la même époque, plusieurs organisations de guérilla sont apparues, parmi lesquelles les Montoneros, d'origine christiano-nationalo-péroniste, dont l'une des cibles était la "bureaucratie syndicale" de la CGT, et qui assassina plusieurs dirigeants syndicaux, dont Augusto Timoteo Vandor en 1969 (secrétaire général du puissant syndicat des métallurgistes) et deux secrétaires généraux de la CGT : en 1970 José Alonso et en 1973 José Ignacio Rucci.
En 1975, la CGT a rejoint la Confédération internationale des syndicats libres (CISL) qui, en 2006, fusionnera avec la CMT pour créer la Confédération syndicale internationale.
Le 24 mars 1976, la dictature militaire auto-proclamée « Processus de réorganisation nationale » fut mise en place par un coup d'état. Environ 30 000 opposants ont "disparu" et de nombreux autres ont été emprisonnés et torturés dans des centaines de centres de détention clandestins.
Avec la mise en place de la dictature et le terrorisme d'État, de nombreux dirigeants de la CGT et leurs militants de base ont « disparu ». Les grands syndicats ont été interdits et leurs dirigeants emprisonnés ou ont disparu. La CGT fut dissoute légalement. Malgré ces attaques, le syndicalisme clandestin se réorganisa en deux secteurs : a) un secteur voulant affronter la dictature, appelé d'abord « les 25 », puis CUTA et CGT-Brésil ; et b) un secteur voulant dialoguer avec la dictature, appelé d'abord CNT, puis CGT-Azopardo.
Le 27 avril 1979, « les 25 » déclarent la première d'une série de grèves générales contre la dictature. En novembre 1980, "les 25" reconstituérent la CGT malgré son interdiction explicite, sous le nom de CGT-Brasil. Le 22 juillet 1981 a eu lieu la deuxième grève générale contre le gouvernement militaire, lancée par la CGT-Brésil. Le 7 novembre, la CGT-Brésil organisa la première manifestation ouverte contre la dictature, en profitant de la tradition annuelle de marche vers l'église de San Cayetano (Santo del Trabajo). Le 30 mars 1982, des dizaines de milliers de personnes ont répondu à l'appel de la CGT-Brésil pour exiger la démocratie sur la Plaza de Mayo et dans plusieurs autres villes du pays. La mobilisation a engendré une répression sévère, avec des milliers de détenus et un grave affaiblissement du régime militaire. Acculé, deux jours plus tard, le régime militaire donna l'ordre d'occuper les îles Malouines.

### Des Malouines à nos jours
La défaite dans la guerre des Malouines a provoqué l'effondrement du régime militaire et la convocation d'élections démocratiques, dans lesquelles Raúl Alfonsín a triomphé, battant le péronisme lors d'une campagne où il l'avait accusé de vouloir une alliance entre syndicats et armée. Au début de son gouvernement, Alfonsín a décidé d'affronter la CGT de front. L'une de ses premières mesures est d'envoyer au Parlement une nouvelle loi sur les syndicats, qui n'a pas été consultée ou approuvée par les syndicats. La CGT réplique par une succession de grèves générales (13 au total) qui fragilisérent le gouvernement. N'ayant pas de majorité au Sénat, affaibli, Alfonsín fut obligé de modifier sa stratégie initiale et de négocier avec la CGT, aboutissant à une loi syndicale consensuelle votée à l'unanimité dans les deux chambres du Parlement.
Le gouvernement d'Alfonsín prend fin au début de 1989 dans un contexte d'hyperinflation incontrôlable. La CGT participe à la campagne électorale du candidat péroniste Carlos Saúl Menem, qui devait mettre en œuvre un programme national populaire de vingt-six points qui proposait, entre autres, un moratoire sur la dette extérieure.
À son arrivée au pouvoir (1989), Ménem renia ses engagements, adhérant pleinement aux politiques promues par le "Consensus de Washington". Cela engendra un immense débat au sein de la CGT, affectée par son rôle traditionnel de «colonne vertébrale» du péronisme. La CGT se divisa en quatre groupes principaux: a) Ceux qui proposent de soutenir Ménem et ses politiques libérales (les Menémistes, comme Barrionuevo); b) Ceux qui proposent de négocier sans s'opposer ouvertement aux réformes (des syndicats importants: Commerce, banques, etc.); c) Ceux qui proposent une opposition sans sortir de la CGT (le MTA-Moyano); d) Ceux qui proposent la création d'une nouvelle centrale syndicale. Ces derniers, à tendance péroniste-chrétienne, se séparent de la CGT et forment la CTA.
La CGT, bien que clairement majoritaire, n'a plus le monopole du mouvement ouvrier, et doit le partager, au moins partiellement, avec la nouvelle centrale syndicale (la CTA) et les organisations de chômeurs de gauche et chrétiennes (piqueteros) qui ont joué un grand rôle dans de fortes confrontations sociales ces dernières années.